# Boško Stupić
Boško Stupić (Mostar, 27. lipnja 1984.) je nogometaš iz Bosne i Hercegovine koji trenutačno igra za FK Mladost Podgorica.
Karijeru je započeo u Leotaru, da bi 2005. prešao u srpski OFK Mladenovac, u kojem je igrao jednu polusezonu. Nakon toga, od 2006. do 2009. igrao je u Makedoniji, za Sileks i Vardar, a u siječnju 2010. s hrvatskim prvoligašem Istrom 1961 potpisuje ugovor na godinu i po.

## Vanjske poveznice
- HNL statistika
- transfermarkt.de[neaktivna poveznica] (njem.)